# Herminium kumaunensis
Herminium kumaunensis är en orkidéart som beskrevs av Deva och H.B. Naithani. Herminium kumaunensis ingår i släktet honungsblomstersläktet, och familjen orkidéer. Inga underarter finns listade i Catalogue of Life.